# 堤 (郡山市)
堤（つつみ）は、福島県郡山市に所在する町丁である。郵便番号は963-0205。

## 地理
郡山市中西部の行政区である大槻町に属する。北東で土瓜、北で柏山町、北東角で亀田、北東で島、南東で鳴神、南で中野、西で大槻町とそれぞれ隣接する。郡山西部第一土地区画整理事業実施区域の一部であり、新さくら通りを境に北側に一丁目、南にコスモス通りを境にして東から西に二、三丁目が設置されている。それぞれの通り沿いに店舗などが連なり、住宅地が広がる。開成三丁目に所在する郡山警察署開成山交番、および大槻町に所在する郡山消防署大槻基幹分署がそれぞれ管轄にあたる。

## 世帯数と人口
2024年1月1日現在の世帯数と人口は以下の通りである。
| 町丁 | 世帯数  | 人口    |
| ---- | ------- | ------- |
| 堤   | 736世帯 | 1,604人 |

## 小・中学校の学区
市立小・中学校に通う場合、学区は以下の通りとなる。
| 番地                       | 小学校               | 中学校                 |
| -------------------------- | -------------------- | ---------------------- |
| 下記を除く全域             | 郡山市立大成小学校   | 郡山市立郡山第一中学校 |
| 一丁目の一部、三丁目の一部 | 郡山市立小山田小学校 | 郡山市立大槻中学校     |
| 一丁目の一部               | 郡山市立小山田小学校 | 郡山市立郡山第六中学校 |
| 一丁目の一部               | 郡山市立桑野小学校   | 郡山市立郡山第六中学校 |

## 交通

### 道路
- 国道4号あさか野バイパス
- 一級市道33号桑野大槻線（新さくら通り）
- 一級市道69号静町大徳南線（コスモス通り）

## 施設等
- ツルハドラッグ 郡山堤店
- マツモトキヨシ 郡山堤店
- セブンイレブン 郡山堤一丁目店
- ローソン 郡山堤三丁目店
- ファミリーマート 郡山堤三丁目店
- 三万石 新さくら通り店
- 西松屋 郡山堤店
- タイヤ館 郡山
- 田所商店 新さくら通り店
- 大志軒 コスモス通り店
- はま寿司 郡山堤店
- スターバックスコーヒー 郡山コスモス通り店
- アラジン 新さくら通り店